# Electra
Trong thần thoại Hy Lạp, Electra hay còn gọi là Elektra (/ɪˈlɛktrə/; tiếng Hy Lạp cổ: Ἠλέκτρα, đã Latinh hoá: Ēléktrā, n.đ. 'amber'; [ɛː.lék.traː]) là một trong những nhân vật thần thoại phổ biến nhất trong những bi kịch. Cô là nhân vật chính trong hai  bi kịch Hy Lạp, Electra của Sophocles và Electra của Euripides. Cô cũng là nhân vật trung tâm trong các vở kịch của Aeschylus, Alfieri, Voltaire, Hofmannsthal, và Eugene O'Neill.
Trong tâm lý học, phức cảm Electra được đặt theo tên của cô.

## Phả hệ
Cha mẹ của Electra là vua Agamemnon và nữ hoàng Clytemnestra. Cô có hai người chị em  là Iphigeneia, Chrysothemis và một em trai là Orestes.  Trong Iliad, người ta hiểu Homer muốn ám chỉ tới Electra khi viết rằng "Laodice" là con gái của Agamemnon.

## Cái chết của Agamemnon

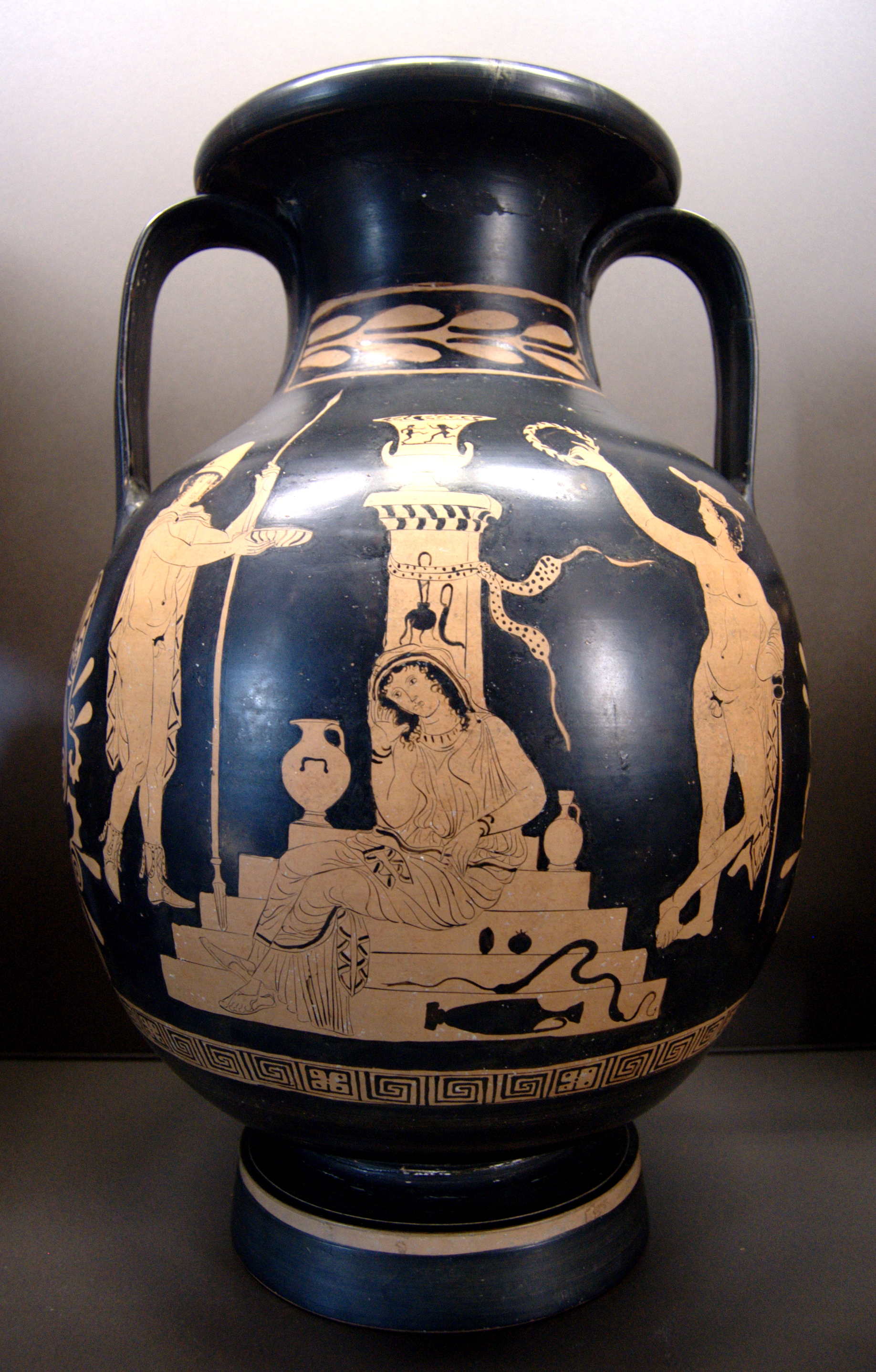
Orestes, Electra và Hermes trước mộ của Agamemnon, 380–370, Louvre (K 544)

Electra đã không có mặt ở thành Mycenae khi cha cô, vua Agamemnon, trở về từ cuộc chiến thành Troy. Khi ông quay về, ông đi cùng với một tì thiếp là công chúa thành Troy tên Cassandra, người đã sinh cho ông hai người con trai sinh đôi. Về đến nơi, Agamemnon và Cassandra bị Clytemnestra hoặc Aegisthus (người tình bấy giờ của Clytemnestra), hay là cả hai người giết chết. Clytemnestra ôm một nỗi thù hận chồng mình vì đã mang Iphigenia, người con gái lớn nhất của họ làm vật hiến tế cho nữ thần Artemis nhằm đổi lấy một cơn gió thuận giúp giương buồm tiến tới thành Troy. Ở một vài dị bản của câu chuyện, Iphigenia đã được nữ thần Artemis cứu thoát ở những phút giây cuối cùng trước khi bị giết.
Tám năm sau, Electra từ thành Athens trở về quê nhà cùng với người em trai Orestes. (Odyssey, iii. 306; X. 542). Theo Pindar, (Pythia, xi. 25), Orestes cũng được người vú già hoặc chính Electra cứu sống. Và Orestes được đưa tới Phanote trên núi Parnassus, nơi nhà vua Strophius đã cho anh ở lại. Khi Oretes hai mươi tuổi, lời tiên tri ở đền thờ Delphi đã ra lệnh cho anh quay trở về trả thù cho cha.

## Cái chết của Aegisthus và Clytemnestra
Theo Aeschylus, Orestes nhận ra gương mặt của người chị gái Electra trước mộ Agamemnon. Cả hai người đã thực hiện nghi lễ cho người đã khuất, và họ cùng nhau bàn về cách Orestes thực hiện việc trả thù của mình. Orestes cùng người bạn Pylades, con trai vua Strophius thành Phocis và Anaxibia, đã giết Clytemnestra và Aegisthus (trong một vài dị bản còn có cả sự giúp đỡ của Electra).
Trước khi chết, Clytemnestra nguyền rủa Orestes. Ba chị em Erinyes hay là Furies, với nhiệm vụ trừng phạt mọi hành vi làm ại người thân trong gia đình, đã thực hiện lời nguyền của Clytemnestra. Họ riết theo Orestes, buộc anh phải chết. Electra lại không bị Erinyes truy đuổi.
Trong Iphigeneia ở Tauris, Euripides kể lại câu chuyện hơi khác đi một chút. Trong bản của ông, Orestes được ba chị em Furies dẫn tới Tauris ở Biển Đen, nơi người chị gái Iphigenia đang bị giam giữ. Hai người gặp nhau khi Orestes và Pylades được mang đến trước tới Iphigenia để cô chuẩn bị hiến tế họ cho nữ thần Artemis. Iphigeneia, Orestes và Pylades cùng nhau chạy trốn khỏi Tauris với bức tượng Artemis. Những nữ thần Furies cuối cùng đã buông tha cho Orestes. Sau đó, Electra được gả cho Pylades.

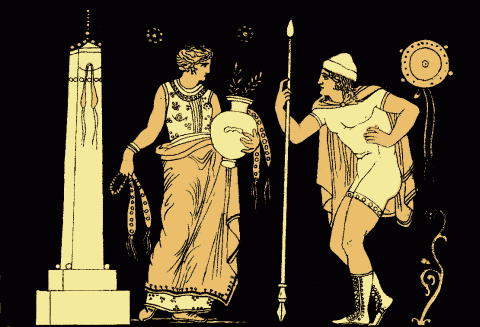
Electra và Orestes, tranh có từ năm 1897 được Alfred Church vẽ trong Câu chuyện từ những vở bi kịch của Hy Lạp.